# Vitória Futebol Clube (Riboque)
El Vitória Futebol Clube do Riboque es un equipo de fútbol de Santo Tomé y Príncipe que participa en el Campeonato nacional de Santo Tomé y Príncipe, la liga mayor de fútbol en el país.
Es uno de los más viejos de la liga, creado en 1976 en la ciudad de Riboque, en la isla de Santo Tomé. Possen un grupo de aficionados conocido como VIII Exército.

## Palmarés
- Campeonato nacional de Santo Tomé y Príncipe: 6

1977, 1978, 1979, 1986, 1989, 2014
- Liga de fútbol de la Isla de Santo Tomé: 7

1977, 1978, 1979, 1986, 1989, 2009, 2011
- Copa Nacional de Santo Tomé y Principe: 8

1984, 1985, 1986, 1989, 1990, 1999, 2007, 2011